# Герман-Бернхард Рамке
Ге́рман-Бе́рнгард Ра́мке (нім. Hermann-Bernhard Ramcke; * 24 січня 1889, Шлезвіг — † 5 липня 1968, Каппельн) — німецький воєначальник, генерал парашутних військ повітрянодесантних військ Третього Рейху в роки Другої світової війни 1939–1945, кавалер Лицарського хреста з дубовим листям і мечами та діамантами (1944).
Військову службу розпочав 1905 році на німецькому Імперському флоті матросом, бився в Першій світовій війні на морі та на Західному фронті у Фландрії. Відзначений багатьма нагородами. Брав активну участь у подіях у Балтійських країнах під час Громадянської війни в Росії. Проходив службу у рейхсвері, після приходу нацистів до влади, у сухопутних військах вермахту. Учасник Польської кампанії 1939 року, потім перевівся до Повітряних сил нацистської Німеччини, командував підрозділами, частинами та з'єднаннями повітрянодесантних військ Люфтваффе. Брав активну участь у десантній операції на Крит, бився в Північній Африці, в Італії, у Франції. Обороняв Брест від американських військ, де у вересні 1944 року був захоплений у полон. Сім років провів у таборах для військовополонених. Засуджений як воєнний злочинець. Після звільнення ярий прибічник нацистських ідеологій, підтримував ультра-правих Західної Німеччини.

## Біографія

### Перша світова війна
Герман-Бернгард Рамке народився 24 січня 1889 року в місті Шлезвіг провінції Шлезвіг-Гольштейн, був одним з восьми дітей спадкового поміщика Германна Рамке. У квітні 1905 року Рамке поступив на службу до Імператорського німецького флоту, напередодні світової війни служив боцманматом на панцерному крейсерові «Принц Адальберт». Під час Першої світової війни Рамке воював на Західному фронті у складі 2-го полку морської піхоти, головним чином у районі Фландрії. З липня 1917 року — командир взводу в штурмовому батальйоні морського корпусу «Фландрія». У 1916 році удостоєний Залізного хреста другого класу, а пізніше першого класу. За мужність у бою проти трьох британських солдатів був нагороджений прусським золотим хрестом «За військові заслуги», найвищим орденом для унтер-офіцерів німецьких імператорських військ.

### Між світовими війнами
У 1919 році Герман-Бернгард Рамке воював у складі «Західної добровольчої армії», що складалася в основному з німецьких ветеранів, проти більшовицьких сил у Балтійському регіоні в Курляндії, зокрема в Баускі, Шяуляї і Альт-Радені у Добровольчому корпусі Брандіса. Командував ротою, був двічі легко поранений. У листопаді 1919 року нагороджений Балтійськими хрестами 1-го і 2-го ступенів і Золотим знаком за поранення. Його товариш Фрідріх Гільдебрандт, який був тоді сержантом, пізніше став рейхсштатгальтером і СС-обергруппенфюрером.
10 березня 1919 року поступив до лав армії і був прийнятий до рейхсверу, де служив командиром взводу в 1-му (Прусському) піхотному полку. Проходив службу на різних командних та штабних посадах, в основному в структурах, пов'язаних з підготовкою військ. Зокрема служив на навчальних центрах «Арис» (нім. Truppenübungsplatz Arys) у Східній Пруссії та «Ґросс-Борн» у Померанії.

### Друга світова війна
Під час Польської кампанії Герман-Бернгард Рамке офіцером-спостерігачем штабу XXII армійського (моторизованого) корпусу під керівництвом Евальда фон Кляйста. З 16 січня по 18 липня 1940 року командир 69-го запасного піхотного полку 166-ї дивізії резерву і 1 березня 1940 був підвищений у званні до оберста.
1 серпня 1940 року Рамке був переведений до 7-ї повітряної дивізії генерала Курта Штудента. У віці 51 року він успішно пройшов курс з парашутної підготовки. 21 травня 1941 призначений командиром 1-го парашутно-штурмового полку і керівником висадки повітряного десанту на західну частину острова Крит. Сили під його командуванням захопили аеродром, який використовувався для посадки літаків з підкріпленням. Після надзвичайно дорогої перемоги на Криті залишки декількох десантних підрозділів були зведені в спеціальну бригаду, командиром якої став оберст Рамке. Під час перебування на Криті підпорядковані Рамке німецькі десантники скоїли низку воєнних злочинів, коли за наказом свого командира нападали на мирних жителів у селах, де були знайдені понівечені тіла німецьких десантників, з каральними заходами, аж до розстрілу чоловіків.

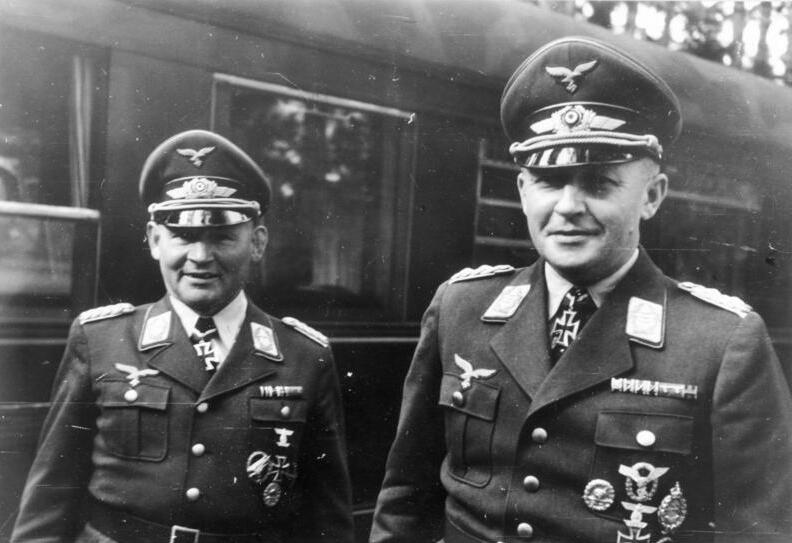
Генерал Курт Штудент з генералом Рамке (ліворуч)

У серпні 1941 року за участь у десантній операції на Криті нагороджений Лицарським хрестом. 22 липня 1941 року присвоєне звання генерал-майор.
У 1942 році парашутну бригаду Рамке скерували до Північної Африки, на посилення корпусу «Африка» генерала Е.Роммеля. Своїми діями бригада підтримала наступ італійсько-німецьких військ до Суецького каналу, але в районі Ель-Аламейна просування країн Осі загальмувалося, наразившись на опір 8-ї британської армії. В ході боїв, німецьке командування вважало, що парашутна бригада на чолі з командиром знищена в боях. Але, замість того, щоб здатися, Рамке вивів війська з британської пастки і вирушив на захід, втративши близько 450 бійців під час маршу. Вони незабаром захопили британську колону постачання, яка мала не тільки вантажівки, але й продукти харчування, тютюн та інші необхідні речі. Наприкінці листопада 1942 року близько 600 німецьких парашутистів пізніше знову приєдналися до Африканського корпусу.
У листопаді 1942 року командир парашутної бригади був відзначений дубовим листям до Лицарського хреста (№ 145), а в грудні йому присвоїли звання генерал-лейтенант.
У лютому 1943 року Рамке прийняв командування 2-ю парашутною дивізією, яка формувалася в Італії. Після підписання Італією перемир'я з союзниками 8 вересня 1943 року, дивізія взяла участь в операції «Аксе», щоб захопити країну. Рамке керував своїм підрозділами, які блокували італійські військові частини поблизу Рима, і захопив місто за два дні. Під час цих подій він був важко поранений, і його евакуювали до Німеччини.
У середині лютого 1944 року генерал Рамке повернувся на службу до своєї дивізії, що билася в цей час на Східному фронті, але незабаром захворів і 17 березня повернувся до Німеччини. Нарешті тільки на початку травня 1944 року він приєднався до дивізії, яка зараз перебувала біля Кельна на відновленні боєздатності.
З початком вторгнення союзних військ у Нормандію, 2-гу парашутну дивізію терміново перекинули до регіону Бретань у Франції, де вона зайняла оборонні позиції у Бресті. Наприкінці липня 1944 року американські війська розпочали операцію «Кобра», прорвавшись з нормандських плацдармів на оперативний простір. VIII американський корпус генерал-майора Міддлтона вів наступ на захід на Бретань і незабаром обложив німецькі позиції в Бресті. Генерал Рамке був визначений старшим воєначальником усіх німецьких сил, які були в облозі у французькому місті. У його розпорядженні перебували 2-га парашутна дивізія, частини 266-ї й 343-ї піхотних дивізій, а також окремі підрозділи різних видів вермахту, загальною чисельністю близько 30 000 осіб. Гітлер звернувся до командування обложених військ, яких тепер іменували «Фортеця Брест» (нім. Festung Brest) із закликом битися до останнього солдата. Рамке був повний рішучості виконати це розпорядження і обґрунтовано зробив висновок, що продовження опору в Бресті відверне частину сил союзників від Німеччини.
Битва за Брест тривала аж до 19 вересня 1944 року й стала однією з найзапекліших битв між американськими та німецькими військами в ході війни. Німецький гарнізон добре підготувався до оборони, тому американці зазнавали великих втрат при кожній спробі наступати в місті. Вуличні бої точилися затято за кожний провулок, за кожний дім. Зрештою старе місто Брест було стерте з лиця землі жорстокими боями. Тільки деякі старі середньовічні кам'яні фортифікаційні споруди залишилися стояти. 19 вересня 1944 року Герман-Бернгард Рамке здав місто американцям лише після того, як порт і портові об'єкти були цілком знищені. Їх неможливо було відремонтувати настільки швидко, щоб допомогти з постачанням союзних військ, як це передбачалось при плануванні операції «Оверлорд».
Того ж дня генерал парашутних військ Герман-Бернгард Рамке був одночасно удостоєний мечів (№ 99) та діамантів (№ 20) до Лицарського хреста Залізного хреста. Він намагався потай втекти з групою бійців-десантників та прорватися на схід, але був перехоплений американськими солдатами та потрапив у полон.

### Полон
Спочатку його переправили до Британії, де у Трент-Парк Рамке тримали разом з іншими високопосадовцями нацистської Німеччини. Звідсіля генерала перевезли до Сполучених Штатів у табір військовополонених. 1 січня 1946 року він спробував втекти з табору Кемп-Клінтон, у Міссісіпі. Після того, як його схопили, нацистського генерала запроторили до Кемп-Шелбі, спеціальний табір для німецьких полонених, де його чотири дні утримували в одиночній камері на хлібі та воді.
У березні 1946 року Рамке повернули до Бельгії, звідкіля перевезли до спеціального табору для нацистських злочинців у Лондон Кейдж. Потім його перевезли до Люнебурга, де він давав свідчення на судовому процесі зі звинуваченнями генерала Штудента. Рамке був неймовірно обурений, коли узнав, що його колишнього командира засудили військовим трибуналом за скоєння воєнних злочинів у часи війни.
Згодом проти Рамке розпочалося слідство по воєнних злочинах у ході битви за Брест. Його звинувачували у стратах французького цивільного населення, мародерстві, пограбуванні цивільної власності та навмисному знищенні будинків місцевого населення. Після 57 місяців перебування за ґратами він втік з табору, намагаючись побачитися з родиною, але невдовзі після втечі здався власноруч поліції. 21 березня 1951 року суд виніс йому вирок — 5,5 років ув'язнення. Проте, вже за три місяці Рамке звільнили з-під варти, враховуючи, що від відсидів вже 5 років під час перебування під слідством.

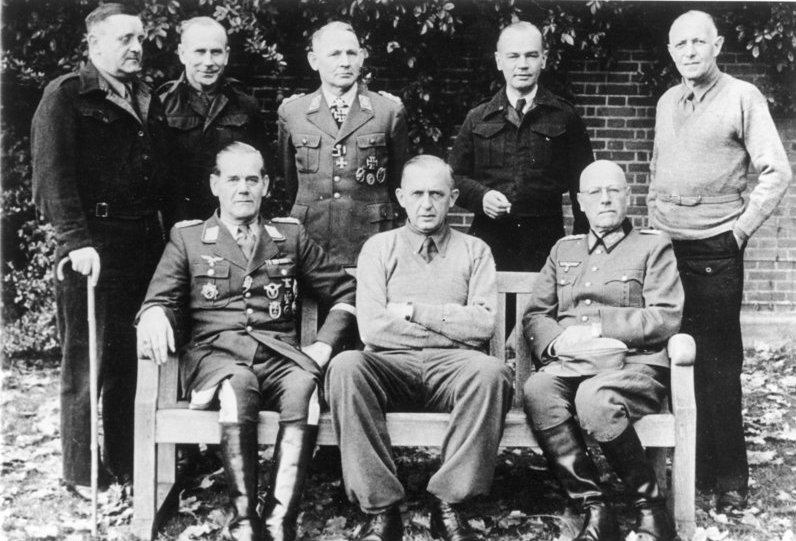
Герман-Бернгард Рамке (стоїть посередині) в полоні у британському Трент-Парку

### Останні роки
Після свого звільнення з майже семирічного полону, Рамке, через свої публічні дії, став сприйматися його колегами-генералами як затятий і несамовитий нацист. Колишній генерал відкрито виступав на підтримку екстремістських правих рухів у Німеччині й під час виступів закликав до звільнення «так званих воєнних злочинців» від переслідувань. У жовтні 1952 року на мітингу ветеранів СС Рамке дав тривалу промову з критикою західних союзників, під час якої він стверджував, що саме вони були справжніми воєнними злочинцями.
Така поведінка Рамке викликала фурор у Німеччині; навіть колишній генерал СС Фелікс Штайнер сахався від нього. Конрад Аденауер був настільки розлютований публічними висловлюваннями Рамке, що направив німецького федерального міністра юстиції Томаса Делера розслідувати можливість переслідування Рамке. Аденауер публічно описував виступи Рамке як «безвідповідальні», а пов'язану з ними поведінку — як «дурість» — реакція, напевно, була викликана тим, що уряд Аденауера доклав значних зусиль для дострокового звільнення Рамке з французького ув'язнення.
Герман-Бернгард Рамке і його прихильники стверджували, що метою його дій після війни було прагнення захистити своїх людей, як у їхній репутації, так і в їх майбутньому, наприклад, у попередженні проти їхнього використання як «гарматного м'яса».
5 липня 1968 року Герман-Бернгард Рамке помер у місті Каппельн від раку.

## Нагороди

### Перша світова війна
- Залізний хрест
  - 2-го класу (17 квітня 1916)
  - 1-го класу (17 січня 1917)
- Золотий хрест «За військові заслуги» (24 квітня 1918)

### Міжвоєнний період
- Хрест «За вислугу років» (Пруссія) (20 жовтня 1919)
- Нагрудний знак «За поранення» в золоті (3 листопада 1919)
- Балтійський хрест (5 листопада 1940)
- Почесний хрест ветерана війни з мечами (26 січня 1935)
- Медаль «За вислугу років у Вермахті» 4-го, 3-го, 2-го і 1-го класу (25 років) (2 жовтня 1936) — отримав 4 медалі одночасно.

### Друга світова війна
- Застібка до Залізного хреста 2-го класу (1 жовтня 1939)
- Знак парашутиста Німеччини (1 серпня 1940)
- Застібка до Залізного хреста 1-го класу (23 травня 1941)
- 5 разів відзначений у щоденній доповіді «Вермахтберіхт» (9 червня 1941, 10 вересня і 9 листопада 1942, 10 і 21 вересня 1944)
- Лицарський хрест Залізного хреста з дубовим листям, мечами та діамантами
  - Лицарський хрест (21 серпня 1941)
  - Дубове листя (№ 145; 13 листопада 1942)
  - Мечі (№ 99; 19 вересня 1944)
  - Діаманти (№ 20; 19 вересня 1944)
- Нагрудний знак люфтваффе «За ближній бій»
- Нарукавна стрічка «Крит»
- Нарукавна стрічка «Африка»
- Срібна медаль «За військову доблесть» (Італія)
- Комбінований Знак Пілот-Спостерігач в золоті з діамантами

## Відео
- Hermann-Bernhard Ramcke